# Paolo Angioni
Paolo Angioni (ur. 22 stycznia 1938 w Cagliari, zm. 17 sierpnia 2025) – włoski jeździec sportowy. Złoty medalista olimpijski z Tokio.
Sukcesy odnosił we Wszechstronnym Konkursie Konia Wierzchowego. Igrzyska w 1964 były jego pierwszą olimpiadą. Triumfował w drużynie (partnerowali mu Mauro Checcoli i Giuseppe Ravano) oraz był jedenasty w konkursie indywidualnym. Po raz drugi startował w igrzyskach w 1968.